# Vàlia
Vàlia o Vàl·lia, també conegut com a Wallia, nom variant de Wald, paraula polisèmica usada especialment com a «governant»; (?,? - Tolosa, darreria del 418) va ser rei dels visigots des de l'estiu del 415 fins al 418.
Fou escollit després de Sigeric, assassinat només una setmana després d'haver iniciat el seu regnat. Vàlia va regnar només tres anys, i el seu regnat es veié marcat per les relacions i pactes amb els romans. D'antuvi, com intentà en el seu moment Alaric I, Vàlia va intentar passar a la província d'Àfrica, un dels graners de l'imperi, per apropiar-se'n i posar fi a la crisi de subsistència que patien els visigots. És probable, que en un principi no tingués intencions de tenir relacions pacífiques amb els romans, però davant de la incapacitat d'envair Àfrica, finalment, i per obligació, va haver de pactar un foedus el 416 amb els romans a canvi de subministraments alimentaris pel seu poble. A canvi, Vàlia va haver de corregir les accions del seu predecessor, que havia humiliat la princesa romana Gal·la Placídia i restituir-la a la cort romana. A més, els romans, representats per Constanci, van demanar-li la intervenció militar a Hispània per posar sota control les províncies més riques, aleshores en mans d'altres pobles bàrbars.
El 418 va pactar una aliança amb els romans que va permetre l'establiment dels visigots en terres de l'Aquitània, amb capital a Tolosa. Els romans pretenien contenir els visigots a canvi d'oferir-los unes terres on assentar-se, i de les quals en van rebre una part. D'aquesta manera, almenys de forma incipient, s'estableix el regne visigot de Tolosa, si bé es va mantenir en qualitat de federats de l'Imperi, i els monarques visigots no es van declarar independents fins anys més tard.
Va morir la darreria de l'any 418 en circumstàncies desconegudes. Es coneixen molt poques dades de la seva biografia, fonamentalment a través dels relats de Pau Orosi i Olimpiòdor de Tebes.

## Regnat

### Ascens al tron
Vàlia va ser escollit rei dels visigots el setembre del 415, a la mort de Sigeric, assassinat una setmana després d'haver iniciat el seu regnat, durant el qual havia fet matar els fills del rei Ataülf i humiliat la seva esposa, la princesa romana Gal·la Placídia, germana de l'emperador Honori. Així, pretenia humiliar també la cort imperial de Ravenna. Teòricament, les formes de governar de Sigeric no haurien agradat la resta de la noblesa visigoda, que hauria propiciat llur assassinat. Orosi diu de Vàlia: «va ser elegit pel seu poble, per fer la guerra a Roma, però Déu li va ordenar fer la pau». Alguns autors afirmen que Vàlia sí que cercava, de fet, la pau amb els romans, però altres creuen que també formava part del denominat partit antiromà. Tanmateix, per causa de la crisi de subsistència del poble visigot al final va haver de canviar de parer i col·laborar amb els romans.
Diversos autors argumenten que l'assassinat i l'elecció de Vàlia haurien sigut una acció ràpida de la noblesa i el grup popular fidel al voltant del llinatge dels Balts, al qual pertanyia Ataülf, que fou manat assassinar per Sigeric. A banda del regicidi, el cercle estava descontent per la forma com Sigeric havia iniciat el seu regnat, especialment pel que fa a la humiliació de Gal·la Placídia. Això suposaria que Vàlia hauria estat un membre del llinatge dels Balts, però, segons M. Rosario Valverde, no es pot afirmar amb rotunditat, perquè els cronistes i altres fonts de l'època només esmenten que Vàlia fou escollit com a successor de Sigeric, sense concretar-ne res més. De fet, Ana M. Jiménez dubta fins i tot d'un llinatge Balt anterior al successor de Vàlia, Teodoric I, que suposadament era fill d'Alaric I, perquè no hi ha notícies del segle v que sostinguin la possibilitat de l'existència d'aquest llinatge, i és a partir del segle vi quan els autors en comencen a parlar.

### Intent d'invasió d'Àfrica

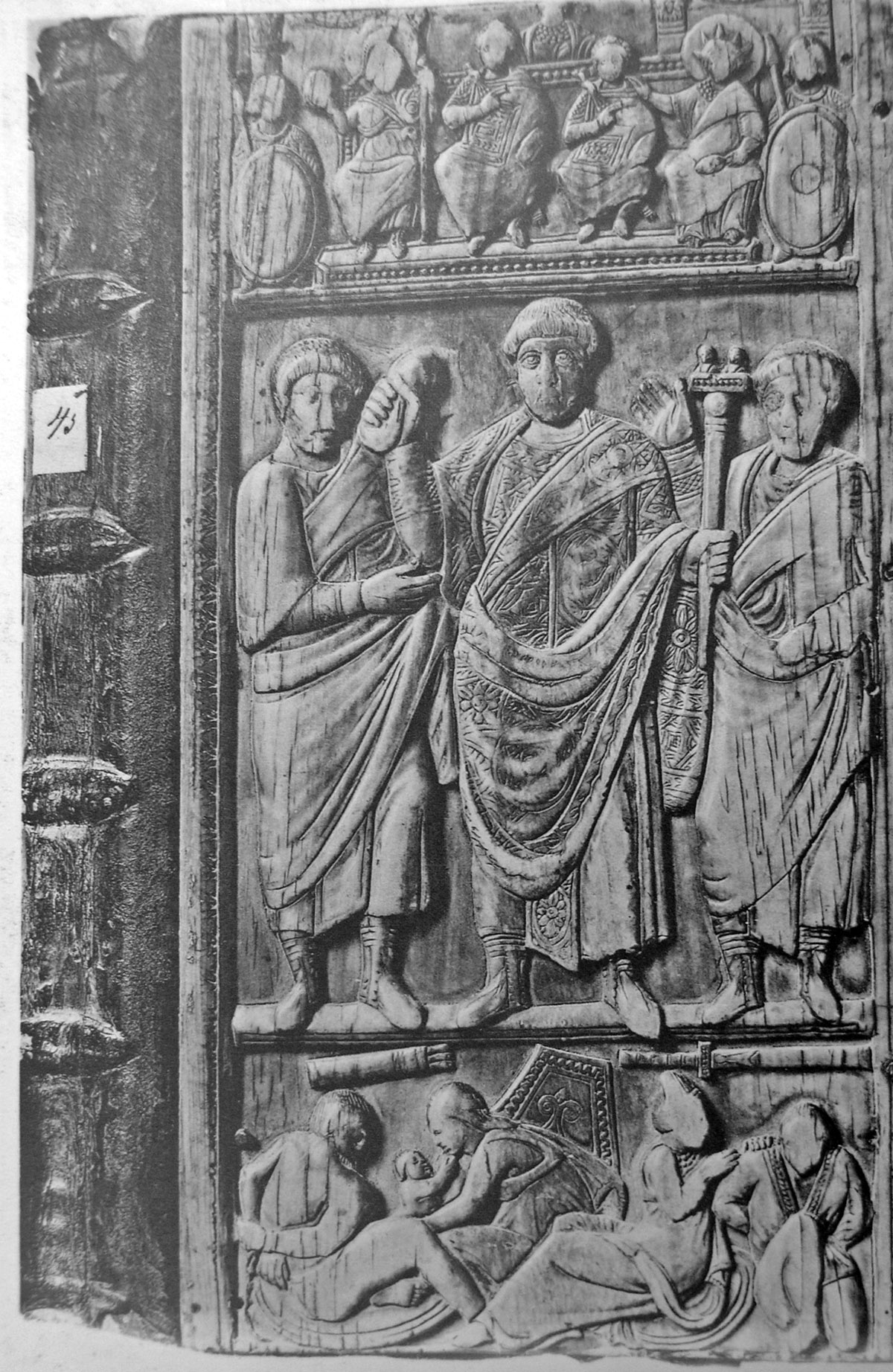
Díptic consular de Constanci III, situat al centre, personatge influent de la cort, amb qui hagué de tractar principalment Vàlia.

En els darrers anys, els visigots havien estat desplaçant-se per la Provença i per les terres de l'actual Catalunya, a Hispània, unes terres llavors devastades, víctimes d'atacs i rapinyes de les campanyes dels pobles germànics, però també escenari de «guerres civils» després de la usurpació de Constantí III el 407. Aquestes províncies eren incapaces de proveir al poble visigot de vitualles per alimentar-se. Llavors, Vàlia, per posar fi la situació de fam del seu poble va seguir l'exemple d'Alaric I i va rescatar el vell projecte d'establir-se al nord d'Àfrica, teòricament un dels majors graners de l'Imperi Romà. L'atac de la província d'Àfrica, però, va quedar només en un intent fallit perquè la flota visigoda va quedar totalment destruïda en provar de travessar l'estret de Gibraltar, víctima d'una forta tempesta. Incapaç de creuar l'estret vers Àfrica i amb una Hispània devastada per les incursions militars romanes i bàrbares, Vàlia va canviar de parer, i es va veure obligat, per la necessitat d'aconseguir recursos alimentaris per al seu poble, a pactar amb l'home que llavors dominava el govern imperial, el patrici i general Constanci, que posteriorment regnaria com a coemperador amb Honori el 421.
Antigament es va atribuir un discurs a Vàlia on es fa una arenga a les tropes visigodes, que hauria pronunciat després del fracàs de la invasió d'Àfrica. Aquest text, però, es considera totalment fals des del segle xix, segons recull Víctor Gebhardt i Coll en la seva obra, molt probablement un invent d'alguns historiadors precedents i, com diu aquest autor, Vàlia buscava un pacte amb els romans.

### Foedusdel 416
El 416 Vàlia realitzà un pacte de foedus amb l'imperi, poc favorable per als visigots; de fet reassumiria el que havien tingut anteriorment els visigots amb Alaric I, que pactà sobre la base del foedus amb els romans durant el seu regnat. Tanmateix, ni Orosi ni Olimpiòdor esmenten aquest pacte com un foedus: per a Olimpiòdor fou un pacte de pau entre romans i visigots, en el qual no s'esmentava l'obligació de Vàlia de servir militarment a l'Imperi; per a Orosi, ben informat i conscient dels estralls que patia Hispània, era una «pau òptima», i Vàlia, en realitat, intentava assolir la pau.
En aquest pacte, el general Constanci va demanar als visigots la restitució de la princesa Gal·la Placídia a Ravenna, amb qui després Constanci es casaria, retornant-li els honors dels quals l'havien privat prèviament i va rebre provisions, sis-cents mil modii de blat. En aquest context, aprofitant la pau amb els visigots i la seva situació crítica de subsistència, els encarregà la missió d'acabar amb els grups de bàrbars assentats a Hispània, que estaven establerts a les regions més riques de la península, evitant d'aquesta forma haver de traslladar l'exèrcit romà a lluitar. Els visigots, tot i que era una missió perillosa, van envair Hispània, presumptament per mar, transportats per vaixells proveïts per Constanci fins a arribar a la Bètica, on van derrotar i expulsar els vàndals silinges, i enviaren el seu rei, Fredibal a l'emperador Honori. Més tard, també, derrotaren en batalla els alans, en la qual morí el rei Addac, si bé no foren expulsats sí que els van fer fugir amb el seu nou rei Gunderic i els reduïren considerablement el seu territori a la Gallaecia, que esdevingué una regió marginada dins l'Imperi.
Considerant que el pacte fou un foedus, els visigots quedaven, en condició de federats o foederati com a tropes auxiliars de l'Imperi Romà d'Occident, que podien ser cridades per dur a terme incursions militars o ajudar l'exèrcit romà, en certa forma els visigots se supeditaven de la voluntat militar de la cort romana, i el rei se supeditava teòricament de l'emperador romà. Tanmateix, la condició de federats, així com l'acceptació d'aquest pacte o l'auxili militars a l'exèrcit romà per part dels successors de Vàlia fou qüestionada o fins i tot violada, enfrontant-se directament amb els romans.

### Assentament a la Gàl·lia

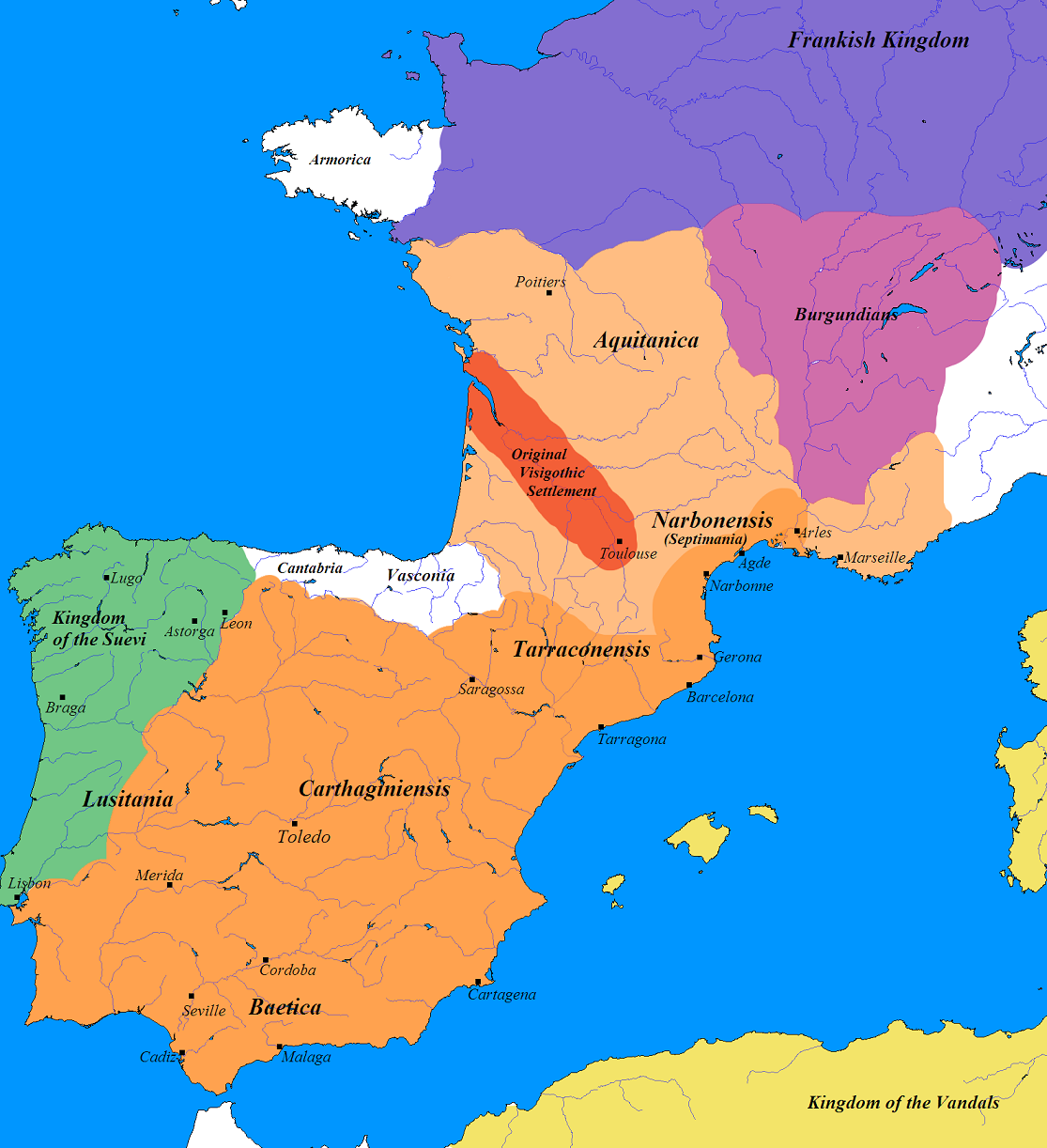
Mapa dels Regnes Visigots. La franja de color taronja fosc correspon a l'assentament primigeni de Vàlia.

Gràcies a les accions visigodes, l'Imperi va recuperar zones que havien quedat fora del seu control. En aquest context, es va signar un pacte de hospitalitas, una mena d'aliança, a la fi del 418 entre l'emperador Honori i Vàlia. De fet, dita aliança fou establerta per obra de Constanci, que no volia que els visigots aconseguissin més poder. Amb això, l'Imperi mantenia, teòricament, sota control aquest poble bàrbar i, a canvi, permetia als visigots ocupar les terres de l'Aquitània Secunda i altres terres que ocupaven parcialment altres províncies, com la Novempopulània o la Narbonesa. La capital fou ubicada a Tolosa, però en aquesta primera etapa van controlar altres ciutats importants com Bordeus, formant una estreta franja entre Tolosa i l'oceà Atlàntic, que, de fet, era una zona bastant conflictiva a l'època, amenaçada pels atacs de pirates saxons i les revoltes dels bagaudes de la regió de l'Armòrica. Així mateix, la zona estava controlada per elits laiques i eclesiàstiques romanes que actuaven de forma autònoma de l'emperador, per tant, la cort imperial esperava controlar aquests grups amb la presència dels visigots, tot i que el resultat fou una aliança entre els visigots i les elits locals. D'altra banda, l'Imperi no va incloure en el tractat ciutats portuàries o importants de la zona mediterrània com Arle o Besiers, prevenint un possible nou atac a la província d'Àfrica.
Amb la hospitalitas, els visigots no només van rebre el control de les terres, sinó que també en reberen algunes en propietat. Aquestes terres van ser expropiades als romans. No obstant això, no hi ha una idea concreta de com es van repartir les terres, i els autors proposen algunes teories divergents. Els cronistes no concreten les informacions, Filostorgi diu, a través d'Olimpiòdor de Tebes, que els visigots van rebre tant les vitualles que necessitaven com terres per conrear i ser autosuficients. Paulí de Pel·la explica el seu cas personal: durant el període del 413-414, quan els visigots eren temporalment a Bordeus els va haver de donar «acollida», òbviament a canvi de no perdre res. Sembla que va perdre les seves terres, un latifundi, quan es va dur a terme la repartició de terres entre romans i visigots a partir de l'assentament. Així mateix, actualment la versió més estesa és la que es desprèn del Liber Iudiciorum: es creu que el repartiment va afectar tota mena de propietats, tant latifundis com minifundis, i d'aquests s'entregà un terç als visigots i els romans conservaren la resta, aquesta divisió era anomenada sortes goticae. Això fa que s'afirmi que el repartiment va afectar més els petits propietaris que els grans, que van conservar la seva posició com a terratinents i els petits, desposseïts en un clima polític, social i econòmic incert, van buscar protecció en els grans terratinents, creant el germen del feudalisme. Tanmateix, també s'afirma que la tendència general és que les petites propietats van quedar fora d'aquest repartiment i també els béns comunals, que van seguir sent públics. D'altra banda, la repartició dels visigots no serà duta a terme per Vàlia sinó que la farà el seu successor, Teodoric.
Abans de produir-se el pacte i l'assentament dels visigots, Vàlia va donar una filla seva a un cabdill sueu, del que es desprendria un intent d'aliança amb els sueus abans de ser cridat per Constanci per instal·lar-se a la Gàl·lia. De la unió matrimonial neix el net de Vàlia, el magister militium i faedor d'emperadors Ricimer que, segons Sidoni Apol·linar, cantarà les gestes del seu avi contra els vàndals i els alans.

## Mort
Després d'un regnat de només tres anys, que havia acabat amb l'establiment dels visigots a Tolosa, Vàlia va morir. Es desconeix qualsevol mena de detall relacionat amb aquest fet. Amb la seva mort, els visigots van triar com a nou rei Teodoric I, que era un membre de la família d'Ataülf.

## Llegat
Alguns autors han relacionat i assimilat la figura històrica de Vàlia com a model de la figura llegendària de Walter d'Aquitània, aparegut en textos medievals.